# NGC 5970
NGC 5970 је спирална галаксија у сазвежђу Змија која се налази на NGC листи објеката дубоког неба.
Деклинација објекта је + 12° 11' 11" а ректасцензија 15h 38m 30,0s. Привидна величина (магнитуда) објекта NGC 5970 износи 11,5 а фотографска магнитуда 12,2. Налази се на удаљености од 30,550 милиона парсека од Сунца. NGC 5970 је још познат и под ознакама UGC 9943, MCG 2-40-6, CGCG 78-34, IRAS 15361+1220, PGC 55665.